# Гидрид индия
Гидрид индия — неорганическое соединение металла индия и водорода с формулой InH3, белые кристаллы, растворимые в эфире.

## Получение
- Реакция хлорида индия и гидрида лития в эфирном растворе:

{\displaystyle {\mathsf {InCl_{3}+3LiH\ {\xrightarrow {}}\ InH_{3}+3LiCl}}}

## Физические свойства
Гидрид индия образует белые кристаллы

## Химические свойства
- Разлагается при нагревании:

{\displaystyle {\mathsf {2InH_{3}\ {\xrightarrow {80^{o}C}}\ 2In+3H_{2}}}}